# Sibirisk skovkat
Den sibiriske skovkat er en semi-langhårskat og er, i lighed med Norsk skovkat og Maine Coon en naturrace. Racen er, som navnet antyder, opstået i Rusland og Ukraine. Racen blev først anerkendt at World Cat Federation i 1992, og af FIFe i 1998. Sibirisk Skovkat er nu anerkendt af de fleste katteorganisationer.

## Udseende
Racen er mellemstor, kompakt, og med en tyk semilanghåret pels. De vejer typisk mellem 6-7 kg for hanner, og mellem 3-5 kg for hunner. Sibiriske katte vokser langsomt, og vil typisk først være fuldt udvoksede ved 5-års alderen.

## Temperament
Den sibiriske kat beskrives ofte som utroligt social, og katten får ofte et "yndlingsmenneske" som den udvikler et særligt forhold til. Den er efter sigende også let at opdrage, og den beskrives ofte som "hundeagtig" på grund af disse karaktertræk. Ofte er den yderst tålmodig overfor børn, hunde og andre katte og betegnes som meget stabil og godmodig. Samtidig er den meget legesyg, intelligent og kælen, og har et højt aktivitetsniveau som skal tilgodeses. Den Sibiriske kat vil trives med at være ude, men kan sagtens holdes som indekat, så længe den får tilpas aktivering.

## Allergi
Sibiriske katte er muligvis allergivenlige. Der findes ikke videnskabeligt bevis for dette, men mange opdrættere og ejere vil støtte denne påstand. Mange opdrættere tilbyder allergikere "test"-besøg, hvis man overvejer at købe en kat. Endvidere har Discoverys Animal Planet eksperter i katte og hunderacer, som forklarer dette: http://animal.discovery.com/videos/cats-101-siberian.html hvor en forklaring også gives hvorfor de er allergivenlige.